# Mark III
De Mark III is een zware Britse tank uit de Eerste Wereldoorlog
Na het relatieve succes van de Mark I in september 1916 besloot de Britse regering tot de massaproductie in 1917 van een verbeterd type: de Mark IV. Om te voorkomen dat het tekort aan tanks voor de opleiding zou voortduren, zouden er in de tussentijd twee speciale trainingstanks gebouwd worden: de Mark II en de Mark III.
Het verschil tussen beide moest hierin bestaan dat de Mark II zo veel mogelijk nog volgens het oude ontwerp van de Mark I gebouwd kon worden, terwijl de Mark III idealiter al een Mark IV zou zijn, zij het dan met ongehard staal. Deze opzet zou echter grotendeels mislukken. Er waren zoveel vertragingen in het ontwerp van de Mark IV, dat bij de Mark III maar een paar verbeteringen ten opzichte van de Mark II aangebracht konden worden. De belangrijkste daarvan behelsden het gebruik van staalplaten van twaalf in plaats van acht millimeter dik, waardoor het gewicht met een halve ton toenam, en het direct inbouwen van het nieuwe Lewis machinegeweer.
Er werden 50 Mark III's gebouwd, 25 Males met kanonnen (serienummers 801-825) en evenveel Females met alleen machinegeweren (serienummers 601-625). Tijdens de levering van de Females werd er na enkele voertuigen overgegaan op een nieuw type barbette voor deze versie: omdat er voor alleen machinegeweren minder ruimte nodig was, werd de barbette versmald en voor de onderste helft ingekort, zodat een veel lichtere constructie ontstond. De ruimte aan de onderkant werd opgevuld door een enorm dubbel noodluik aan de zijwand van de tank. Voor het eerst hadden de schutters in de Females nu een snelle ontsnappingsroute. Voorheen was er wel een luikje onderaan de achterkant van de barbette, maar dat was maar half zo hoog als bij de Males omdat er vanboven een dubbele pantsercilinder voor de machinegeweren ingebouwd was. Het luikje om de postduiven uit te laten, kwam niet meer terug. Men had al het plan opgevat sommige oude Mark I's tot radiotank om te bouwen. Een andere zichtbare verandering was dat de kijkspleten aan de voorkant hoger geplaatst waren.
Anders dan de Mark II is de Mark III voor zover bekend nooit als noodmaatregel naar het front gezonden. Tot het eind van de oorlog werden ze in het opleidingscentrum te Bovington voor de training opgebruikt, oefenend op een enorm nagemaakt loopgravenstelsel, en meestal zonder barbettes om de ventilatie te verbeteren. De meeste Mark III's gingen daarna naar de schroothandel. Twee werden er aan steden gegeven die veel inschrijvingen voor tankleningen op hun naam hadden staan (in casu Maidstone en Canterbury), maar deze zijn door hun ontvangers al snel weer afgedankt. De laatste Mark III's gingen hiermee verloren.